# Asaccus kurdistanensis
Asaccus kurdistanensis es una especie de reptiles escamosos pertenecientes a la familia Phyllodactylidae.

## Distribución geográfica y hábitat
Es endémica de la provincia de Kermanshah al oeste de Irán. Su rango altitudinal oscila entre 1700 y 1850 m s. n. m..